# 샤를 앙리 상송
샤를앙리 상송(프랑스어: Charles-Henri Sanson, 1739년 2월 15일~1806년 7월 4일)은, 프랑스 혁명기의 사형 집행인으로, 파리의 사형집행인 상송 가의 4대째 당주이다.
루이 16세나 마리 앙투아네트, 에베르, 데물랭, 당통, 라부아지에, 로베스피에르, 생쥐스트, 쿠통 등 저명인의 처형을 거의 집행하였다.

## 인물

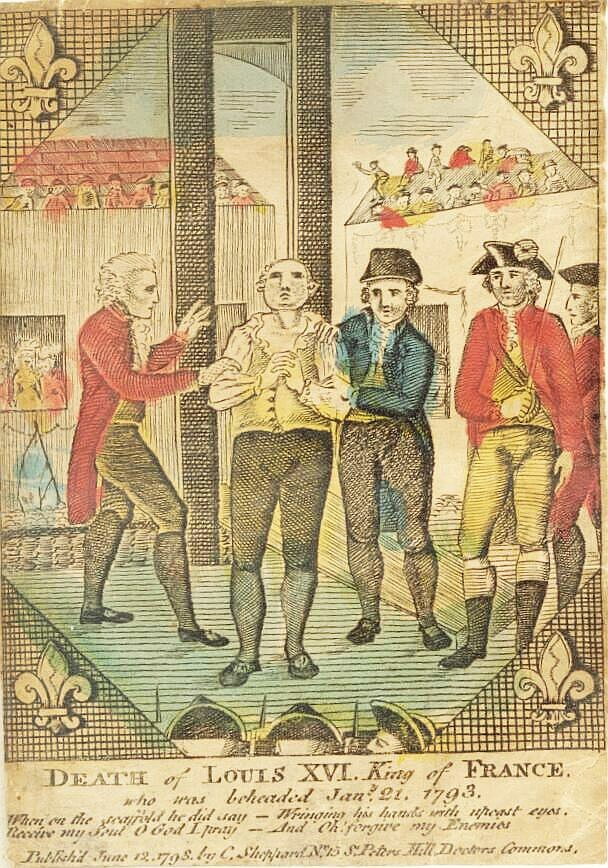
루이 16세를 처형하는 상송(1798년 그림)

상송은 경건하고 자신을 엄격하게 다루는 인물이었다고 한다. 또한, 당시로서는 이례적일 정도로 신분을 따지지 않고, 어떤 신분이든 편견을 가지지 않는 평등론자였다고 하지만, 이것은 사형집행인이 사회의 밑바닥에서 가장 편견을 받으면서도 귀족급의 생활을 하고 있다는 자신의 입장에 의한 것이 크다고 한다.
상송은 사형집행인이라는 입장에 있으면서도, 열성적인 사형 폐지론자였다. 몇 번이나 사형 폐지 탄원서를 냈지만 실현되지 않았고, 역으로 인류 사상 두 번째로 많은 사형을 집행하게 되었다. 사형 제도가 폐지되는 것이 사형집행인 자리에서 해방되는 유일한 방법이라 생각했다고 수기에 남겼다.

샤를 앙리 상송에게 처형당하는 루이 16세

얄궂게도 그는 왕당파였다. 루이 16세를 열성적으로 숭배하였고, 자신이 처형하게 된 것에 대해 평생 후회하였다. 프랑스 혁명 당시에는 루이 16세를 위해 미사를 드리는 것은 사형에 처해질 정도의 중죄였지만, 신부를 숨겨두고 비밀 미사를 드렸다고 한다.
또, 뒤 바리 부인과는 청년시절 연인사이였던 시기도 있었지만, 당시의 왕족 관계자에서 빠지지 못하고 상송의 손에 처형당했다.
노년의 부인은 다른 수형자들과는 다르게 울부짖으며 살려달라고 빌었기 때문에 부인을 처형하는 것에 대해 처형인과 민중은 매우 당황했던 듯, 「모두들 뒤바리 부인처럼 울부짖으며 살려달라 빌었다면 좋았을 것을. 그랬다면 사람들도 일의 중대함을 깨닳아, 공포정치 또한 빨리 끝나지 않았을까」라고 상송은 일지에 기록하였다.

## 의사로서 상송 가
상송 가는 사형집행이 본업이고, 의사로도 일했었다. 의사 수입이 대부분이었다고 한다. 의술은 당시 유럽의 평균 수준 이상이었으며, 귀족부터 서민까지 폭 넓게 치료하였다고 한다. 샤를 앙리 상송 시대에 상세하게 기술한 의학서를 남겨, 후에 상송가의 자손들은 이것을 기초로 하여 의료활동을 하였다.
상송 가의 의학은 당시의 대학 등에서 가르치던 의학과는 다른 독자적인 체계를 갖추고 있었다. 애초에 사형집행인의 일족은 학교에 다닐 수 없었으며, 의사에게 진찰을 받을 수도 없었기 때문에 정규 교육을 받을 수 가 없었다. 그래서 독자적으로 만들어진 의술을 사용하였다. 사형집행인을 따라다니는 기분나쁜 이미지로 인해, 주변으로부터 저주와 같은 의술이라고 생각되고 있었다. 하지만 의료기술은 철저히 현실주의적인 것이고, 당시의 의학계에서 주류를 이루고 있었던 오컬트적인, 현대 의학에서 보자면 비 과학적인 치료는 행하지 않았다. 실제로, 의사가 포기한 난치병의 치료를 성공한 사례가 상당수 전해지고 있다.
당시의 사형집행인은 사체를 보관하는 일도 하였으며, 상송 가에서는 사체를 해부하여 연구를 하였다. 또한 사형집행인은 채찍질 등의 형벌도 행하였으며, 인간의 신체를 어느정도로 상처입혀도 죽지 않는가, 후유증은 남지 않는가 등에 대해 상세하게 알고 있었다고 한다. 신체에 구멍을 내는 등의 형벌에서는 어디에 구멍을 내면 후유증이 적은지 철저하게 연구하여, 상송 가에 형벌을 받은 사람은 후에 살아남을 확률이 높았다고 한다. 상송은 형벌로 자신이 상처입힌 상대의 치료를 하였다.

## 생애 및 경력
- 1739년 2월 15일 파리에서 샤를 장바티스트 상송의 장남으로 태어남.
- 루안의 학교에 입학했지만, 2학년때 처형인의 자식인 사실이 알려져 학교를 그만둠.
- 그리젤 신부를 가정교사로 하여 공부함.
- 1754년, 아버지인 샤를 장 바티스트 상송이 병으로 쓰러져 반신불수가 된 탓에 15세에 사형집행인 대리가 된다.
- 16세에 첫 처형을 집행.
- 1757년 3월 27일 로베르 프랑수아 다미앵에게 거열형이 행해진다. 이것이 프랑스의 최후의 거열형이 되었다.
- 1765년 1월 20일 마리 안느 쥬제와 결혼.
- 1767년 아들 앙리 상송이 태어남.
- 1769년 아들 가브리엘이 태어남.
- 1778년 8월 아버지 샤를 장 바티스트 상송이 정식으로 은퇴하여, 무슈 드 파리의 칭호를 서임하여 사형집행인에 취임.
- 1792년 4월 25일 최초의 기요틴에 의한 처형이 이루어짐.
- 1792년 차남 가브리엘이 처형대에서 전락사.
- 1793년 1월 21일 루이 16세를 처형.
- 1794년 7월 28일 막시밀리앵 드 로베스피에르를 처형.
- 1795년 아들 앙리에게 일을 물려주고 은퇴.
- 1806년 황제 나폴레옹 1세를 알현. 이 해 7월 4일에 서거.

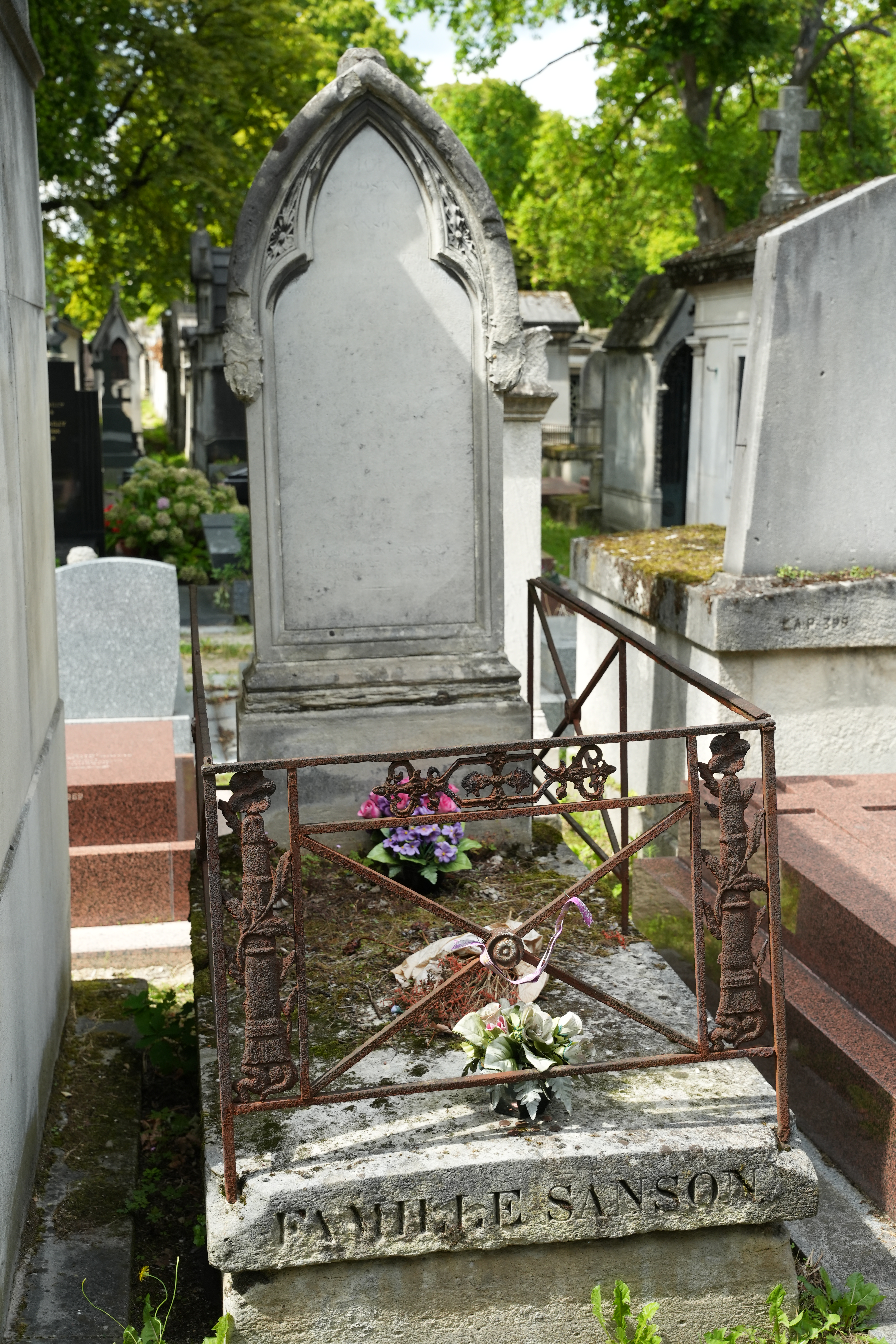
몽마르트르 묘지에 위치한 상송의 묘

그가 사형집행인으로써 활동한 시기는 프랑스 혁명과 공포정치의 한 가운데에 있었던 것과, 기요틴의 도입으로 인한 기계적 연속 참수가 가능해진 것이 더불어져. 이 공포정치 시기만으로도 2700여명을 처형하였다. 이것은 유럽의 공적인 사형집행인으로써는 바이마르 공화국에서 나치 독일의 패배까지 독일에서 3165명의 사형을 집행한 요한 라이히하르트의 뒤를 잇는 숫자이다. 이전의 처형방법으로는 불가능한 숫자이며, 기요틴의 등장 없이는 불가능한 일이었다.

## 관련작품
- 아다치 마사카쓰 (2003년 12월). 《왕의 목을 친 남자(원제 : 死刑執行人サンソン―国王ルイ十六世の首を刎ねた男)》. 집영사 신서. 집영사. ISBN 4-08-720221-6. 
  - 사카모토 신이치 『이노센트』※상기의 저서를 출처로 하는 만화작품.
- 하세가와 테츠야 『나폴레옹 -사자의 시대-』
- 야스타케 와타루 『처형인 일족 상송』
- 모니크 르바이 『기요틴의 제전. 사형집행인이 본 프랑스혁명』
- 바바라 레비（원작）/ 키타 토시타카 키타 모토코（번역）『파리의 단두대～7대에 걸친 사형집행인 상송 가 연대기』
- 오오니시 코이치 『댄스 매커블 ～서양의 어두운 역사～』 「암살의 천사와 참수의 신사」

## 상송 가를 모델로 한 작품
- 아라키 히로히코 『스틸 볼 런 죠죠의 기묘한 모험 Part7』 - 아라키 본인이 『사형집행인 상송』의 광고에서 주인공인 쟈이로 체페리의 모델이라고 공언하였다.
- 오노레 드 발자크 『공포정치의 일삽화』
- Fate/Grand Order - 작중의 서번트중 한명으로 등장
- 사카모토 신이치『이노센트 』- 이야기의 주인공으로 등장